# Wilhelm Johannes Fischer
Wilhelm Johannes Fischer (* 21. Oktober 1892 in Fehraltorf, Kanton Zürich, Schweiz; † 18. November 1977 in Stuttgart) war ein deutscher Botaniker und Ornithologe, Gymnasiallehrer, Hochschullehrer und Autor von Sachbüchern, der über vier Jahrzehnte in Stuttgart wirkte.

## Leben und Werk

### Jugend und Ausbildung
Wilhelm Johannes Fischer war der Sohn des Prokuristen Wilhelm Friedrich Fischer und seiner Ehefrau Marie, geborene Pfleiderer. Beide Eltern stammten aus Württemberg und kehrten bald von Fehraltorf in die schwäbische Heimat zurück. Dort ließen sie sich in Winnenden (heute Rems-Murr-Kreis) nieder.
Nach seiner Schulzeit in Winnenden und Cannstatt studierte Fischer, beeindruckt von seinem Biologieprofessor Christian Gottlob Mäule (1868֪–1919), Naturwissenschaften in Stuttgart (1910–1911) und anschließend an der Eberhard Karls Universität in Tübingen mit den Schwerpunkten Botanik, Zoologie und Chemie. Zu seinen dortigen Lehrern gehörten die Botaniker Moritz Fünfstück und Hermann Vöchting sowie der Zoologe Friedrich Blochmann. Ende 1913 beendete Fischer seine Promotion über die „Vogelfauna Württembergs“. Im folgenden Jahr legte er seine erste und 1915 seine zweite Dienstprüfung für das höhere Lehramt in Naturwissenschaften ab.

### Berufliche Laufbahn
Er begann 1917 seine Lehrtätigkeit als Seminaroberlehrer an der Oberrealschule Ludwigsburg und an der evangelischen Lehrerbildungsanstalt Tempelhof bei Crailsheim. Nach einer kurzen Soldatenzeit am Ende des Ersten Weltkrieges im Jahr 1918 unterrichtete Fischer, mittlerweile Studienrat und verheiratet mit Martha, geborene Ludwig, in Dornstetten (1922–1926). Anschließend wirkte er in Heidenheim (1926–1929) und dann in Stuttgart an der Friedrich-Eugens-Oberrealschule (heute Friedrich-Eugens-Gymnasium).
Drei Töchter und zwei Söhne wurden geboren. Einen Sohn verlor die Familie im Zweiten Weltkrieg.
1947 ließ sich Wilhelm Fischer wegen seiner geschwächten Gesundheit vorzeitig pensionieren, folgte aber dann dem Ruf der Technischen Hochschule Stuttgart und nahm 1948 das Angebot für einen Lehrauftrag am Botanischen Institut an. Er las über Allgemeine und Spezielle Heilpflanzenkunde und ab 1949 über Technische Botanik in der Abteilung für Bauingenieur- und Vermessungswesen. Dafür wurde ihm nachträglich der Professorentitel verliehen. 1950 ließ er sich endgültig in den Ruhestand versetzen, was ihm mehr Zeit für seine Autorentätigkeit verschaffte.

### Der Autor
Seit 1911 war Fischer als Autor tätig. Zunächst lag sein Augenmerk auf der Ornithologie und er veröffentlichte eine Reihe von Aufsätzen über die Vogelwelt der Schwäbischen Alb, Oberschwabens und des Schwarzwaldes in verschiedenen Zeitschriften. Daneben engagierte er sich im Bund für Vogelschutz (heute Naturschutzbund Deutschland) mit vogelkundlichen Führungen und war langjähriges Mitglied der Gesellschaft für vaterländische Naturkunde (heute Gesellschaft für Naturkunde in Württemberg) und des Botanischen Zirkels am Staatlichen Museum für Naturkunde Stuttgart. Mit Vorträgen versuchte er die Öffentlichkeit für die Natur und den Naturschutz zu begeistern.
Sechs Reisen in die Mittelmeerregion während seiner Dienstzeit in Dornstetten verstärkten in ihm die Hinwendung zur Botanik, Pflanzenökologie und Geobotanik. Seine Erkenntnisse veröffentlichte er in zahlreichen Aufsätzen in heimatkundlichen und pädagogischen Zeitschriften. In seiner Heidenheimer Zeit folgten Artikel über die botanischen und geologischen Besonderheiten der Ostalb.
1930 bat Otto Schmeil in Heidelberg ihn um Mitarbeit an seinem naturwissenschaftlichen Unterrichtswerk. Fischers Schwerpunkte bis 1952 waren über mehrere Auflagen hinweg der „Leitfaden der Pflanzenkunde“ und das „Lehrbuch für Botanik“.
Nach seiner Pensionierung wurde Fischer vermehrt für den Franckh-Kosmos Verlag tätig. Längst war er mit dem Verlag auch privat verbunden, da eine seiner Töchter den Verleger Rolf Keller geheiratet hatte. Fischer saß jahrzehntelang im Redaktionsbeirat der Zeitschrift Kosmos, zunächst mit dem Schwerpunkt Botanik – später mit dem Spezialgebiet Heilpflanzen – und veröffentlichte zahlreiche Artikel zu botanischen Themen in dem Magazin. Er bearbeitete das gesamte Gebiet der Botanik im Kosmos-Lexikon der Naturwissenschaften und widmete sich auch den Neuauflagen der Kosmos-Naturführer. Hervorzuheben ist dabei das Pflanzenbestimmungsbuch „Was blüht denn da?“ von Alois Kosch, welches er ab 1950 mitbetreute und nach dem frühen Tod des Verfassers bis 1963 neu bearbeitete und erweiterte. Danach übernahm diese Aufgabe Dietmar Aichele. Auch die langjährige Pflege der verschiedenen Ausgaben und Auflagen des Heilpflanzenführers „Welche Heilpflanze ist das?“ von Bruno Schönfelder (1869–1940) machten Fischer bekannt.

### Letzte Jahre
Der letzte Lebensabschnitt war für Fischer geprägt von Krankheit und Leid. Seine Frau Martha und eine Tochter waren kurz vor ihm gestorben. Er verstarb im Alter von 85 Jahren und wurde auf dem Steigfriedhof in Bad Cannstatt beigesetzt.

## Veröffentlichungen (Auswahl)
Quellen: 
- Vorkommen des Schwarzspechts bei Stuttgart. In: Mitteilungen über die Vogelwelt. Heft 11, Stuttgart 1911, S. 25.
- Vom Rotkehlchen. In: Gefiederte Welt. Heft 51, Berlin 1912, S. 413.
- Die Vogelwelt Württembergs. Verlag des Bundes für Vogelschutz, Stuttgart 1914 (erweiterte Ausgabe der Dissertation).
- Neues zur württembergischen Vogelfauna. In: Jahreshefte des Vereins für vaterländische Naturkunde in Württemberg. Jahrgang 75, Stuttgart 1919, S. 143–148.
- Pflanzenleben Italiens. Grieben Verlag, Berlin 1927.
- Die Tierwelt. In: Heimatbuch Crailsheim. Verlag Robert Baier, Crailsheim 1928, S. 97֪–119.
- Heilpflanzen der Heimat in Wort und Bild. Quelle & Meyer, Leipzig 1937 (2. Auflage, 1939).
- Der Gingkobaum. In: Zeitschrift Kosmos, Hefte 10/11. Franckh’sche Verlagshandlung, Stuttgart 1948, S. 291–292.
- Ölpflanzen – Pflanzenöle. Kosmos Bändchen 178. Franckh’sche Verlagshandlung, Stuttgart 1948.
- Von Mammutbäumen in USA und Deutschland. In: Zeitschrift Kosmos, Heft 1. Franckh’sche Verlagshandlung, Stuttgart 1949, S. 34–36.
- Goethe als Botaniker. In: Zeitschrift Kosmos, Heft 10. Franckh’sche Verlagshandlung, Stuttgart 1949, S. 313–316.
- Die Anwendung unserer Heilpflanzen, zugleich Rezeptbuch für Teemischungen. Vandenhoeck & Ruprecht in Kommission, Göttingen 1950.
- Schönfelder-Fischer: Was blüht auf Tisch und Fensterbrett? Neu bearbeitet und erweitert von Fischer, Franckh’sche Verlagshandlung, Stuttgart 1952. (Betreut von Fischer bis 1964. Erstausgabe von Bruno Schönfelder, 1937).
- Schönfelder-Fischer: Welche Heilpflanze ist das? Einheimische und angebaute Heil- und Giftpflanzen, ihre Wirkung und Anwendung. Franckh’sche Verlagshandlung, Stuttgart 1952. Ab 1965 veröffentlicht bis zur 18. Auflage 1979 unter Welche Heilpflanze ist das? Heilpflanzen, Giftpflanzen, Wildgemüse. ISBN 3-440-04780-6. (Erstausgabe 1939 von Bruno Schönfelder: Deutsche Heil- und Giftpflanzen, ihr Aussehen und ihr Wirken. Reprint Deutsche Nationalbibliothek, 2023).
- mit Georg Stehli: Pflanzensammeln – aber richtig. Franckh’sche Verlagshandlung, Stuttgart 1953. (Von Fischer betreut bis zur 6. Auflage, 1964. Erstausgabe von Georg Stehli, 1935).
- mit Eugen Gramberg und W. Gölkel: Wildgemüse, Wildfrüchte, Haustee. 5. erweiterte und verbesserte Auflage, Quelle & Meyer, Heidelberg 1954. (Erstausgabe von Eugen Gramberg, 1941).
- Was blüht denn da? Von Fischer neu bearbeitet und erweitert, Franckh’sche Verlagshandlung, Stuttgart 1957. (Von Fischer betreut bis zur Ausgabe von 1963. Urfassung von Alois Kosch, 1935).
- mit Heinz Rolf Wehrhahn: Was wächst und blüht in meinem Garten? Franckh’sche Verlagshandlung, Stuttgart 1962. (Von Fischer betreut bis zur 11. Auflage, 1966. Erstausgabe Heinz Rolf Wehrhahn, 1937).